# گل رز ورسایلس
گل رز ورسایلس (به انگلیسی: The Rose of Versailles) مجموعه مانگا درام تاریخی ژاپنی به نوشته و تصویرگری ریوکو ایکدا است که از سال ۱۹۷۲ تا ۱۹۷۳ در مجله مارگارت منتشر شد. داستان در سال‌های قبل انقلاب فرانسه و در طول رویدادهای آن جریان دارد و دربارهٔ ماری آنتوانت، ملکه فرانسه و اسکار فرانسوا دو ژارژی، فرمانده گارد سلطنتی است.
انشتار گل رز ورسایلس در آن زمان باعث محبوبیت ژانر شوجو شد و به‌دنبال آن، آثار زیادی با روایت‌های پیچیده بر سیاست و تمایلات جنسی منتشر شدند. این اثر موفقیت قابل توجهی از نظر هنری و تجاری بود و تا سال ۲۰۲۲ بیش از ۲۳ میلیون نسخه در سراسر جهان فروخته است. این مجموعه کمک قابل توجهی به توسعه ژانر شوجو کرد.
گل رز ورسایلس چندین اقتباس دریافت کرد مانند مجموعه تلویزیونی انیمه که از شبکه نیپون تلویژن پخش شد، یک فیلم لایو اکشن به کارگردانی ژاک دمی، مجموعه‌ای از موزیکال‌های اجرا شده توسط تاکارازوکا ریو، و یک فیلم انیمه ساخته استودیو ماپا که در ژانویه ۲۰۲۵ منتشر خواهد شد.

## داستان

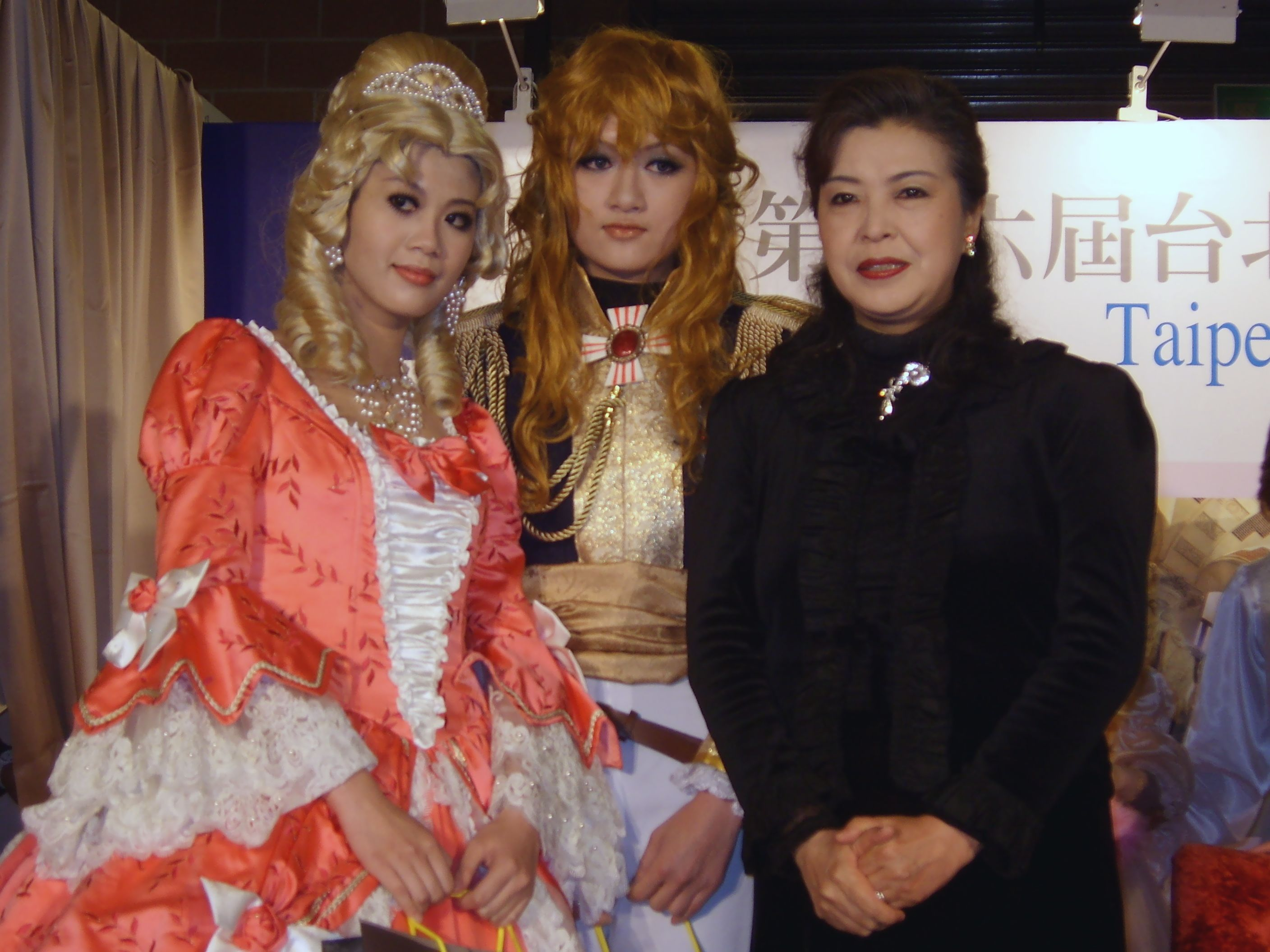
ریوکو ایکدا مانگاکا اثر در راست با افرادی که ماری آنتوانت (چپ) و اسکار (مرکز) کا کازپلی کرده‌اند.

گل رز ورسایلس در فرانسه قبل و در طول انقلاب فرانسه جریان دارد. شخصیت اصلی داستان ماری آنتوانت که بعداً ملکه فرانسه می‌شود و شخصیت اسکار فرانسوا د ژارژیه، کوچک‌ترین دختر از خانواده شش نفره که از بدو تولد توسط پدر ژنرال نظامی خود مانند یک پسر بزرگ شد تا جانشین او به عنوان فرمانده گارد سلطنتی در کاخ ورسای شود. این دو نفر بعدها وارد یک رابطه عاشقانه پیچیده می‌شوند که با رویدادهای انقلاب فرانسه همراه می‌شود.